# Onthophagus monticupreus
Onthophagus monticupreus là một loài bọ cánh cứng trong họ Bọ hung (Scarabaeidae).